# Life Support (Star Trek: Deep Space Nine)
"Life Support" és el tretzè episodi de la tercera temporada de la sèrie de televisió de ciència-ficció estatunidenca Star Trek: Deep Space Nine, el 59è de tota la sèrie. Originalment es van emetre en redifusió a partir del 30 de gener de 1995. Fou dirigit per Reza Badiyi en base a un guió de Ronald D. Moore. Va ser el primer episodi que es va emetre després de l'estrena del seu spin-off, Star Trek: Voyager.
Ambientada al segle XXIV, la sèrie segueix les aventures a Espai Profund 9, una estació espacial situada prop d'un forat de cuc estable entre els Quadrants Alfa i Gamma de la Via Làctia, prop del planeta Bajor, mentre els bajorans es recuperen d'una brutal ocupació de dècades pels imperialistes cardassians. En aquest episodi, Vedek Bareil (Philip Anglim), un clergue bajorà que és l'amant de la primera oficial d’Espai Profund 9 Kira Nerys (Nana Visitor), resulta greument ferit durant unes negociacions crucials amb els cardassians.

## Argument
Una nau que transportava Vedek Bareil i la líder espiritual bajorana Kai Winn (Louise Fletcher) a Espai Profund 9 per negociar la pau amb els cardassians pateix un contratemps, i Bareil resulta greument ferit. El Dr. Bashir (Alexander Siddig) descobreix que Bareil té mort cerebral i intenta consolar Kira.
Durant l'autòpsia, Bashir descobreix que el sistema nerviós de Bareil encara mostra signes d'activitat. Aconsegueix reviure Bareil regenerant el seu cervell. Kai Winn està satisfeta i vol que Bareil continuï gestionant les negociacions, donada la seva major experiència i habilitat diplomàtica.
Bashir aviat descobreix que la reactivació està danyant els òrgans interns de Bareil. Aconsella a Bareil que entri en estasi perquè Bashir pugui trobar una solució, però Bareil s'hi nega; insisteix que ha d'acabar les negociacions i crear pau per al seu poble. Bashir considera donar-li a Bareil el fàrmac experimental Vasokin, que augmentaria el flux sanguini als seus òrgans i li permetria reprendre les negociacions, però en última instància danyaria encara més els seus òrgans interns.
Les converses es reprenen, però l'estat de Bareil continua deteriorant-se, sobretot amb Kai Winn continuant demanant-li consell quan hauria d'estar recuperant-se. Finalment, els tractaments amb Vasokin comencen a infligir danys cerebrals i Bareil torna a caure inconscient. Winn insisteix a mantenir Bareil viu a tota costa; Bashir l'acusa de voler-lo només viu perquè pugui ser un boc expiatori en cas que les negociacions fracassin.
Bashir substitueix la part danyada del cervell de Bareil per una matriu positrònica. La cirurgia és un èxit, però Bareil encara té greus lesions cerebrals amb una esperança de vida de només uns mesos, el temps just per concloure possiblement les seves negociacions amb els cardassians. Kira parla amb ell, però ell amb prou feines la reconeix i ja no és l'home de qui es va enamorar.
Bareil es manté viu el temps suficient per ajudar a completar les negociacions, i se signa el tractat entre Bajor i Cardassia. A mesura que l'estat de Bareil empitjora, Kira demana a Bashir que reemplaci la resta del seu cervell danyat per matrius positròniques, però Bashir s'hi nega amb l'argument que això eliminarà qualsevol "espurna de vida" que li quedi a Bareil. Winn accepta que és hora de permetre que Bareil mori. L'episodi acaba amb Kira al costat del llit de Bareil, explicant a un Bareil que s'està morint lentament com es va enamorar d'ell per primera vegada.
En una trama secundària, Jake Sisko (Cirroc Lofton) ha d'enfrontar-se a les actituds misògines del seu amic ferengi Nog (Aron Eisenberg) envers les dones i les cites.

## Actors convidats
- Louise Fletcher -  Kai Winn
- Philip Anglim -  Bareil Antos
- Aron Eisenberg - Nog
- Lark Voorhies - Leanne
- Andrew Prine - Llegat Turrel
- Ann Gillespie - Infermera Jabara

## Producció
La idea d'aquest episodi va sorgir de Christian Ford i Roger Soffer, que es van inspirar en la novel·la Frankenstein o el Prometeu modern de Mary Shelley. En el seu esborrany original, un ambaixador de la Federació que estava negociant amb els romulans sobre la dissolució de la Zona Neutral Romulana havia de morir en un accident i ser reviscut temporalment per Bashir. Inicialment, la idea es va descartar. La raó d'això va ser que la trama no girava al voltant de Bashir, com estava previst originalment, sinó al voltant de l'ambaixador, que a ningú li importava realment. Per tant, l'equip de producció volia substituir-lo per un personatge que ja era molt familiar per al públic. Inicialment, es va considerar Miles O'Brien, ja que es rumorejava que el seu actor Colm Meaney volia concentrar-se completament en el cinema. Tanmateix, Meaney va negar ràpidament que tingués la intenció d'abandonar la sèrie. Finalment, es va escollir Vedek Bareil perquè l'equip de producció no tenia ni idea de com s'havia de desenvolupar el personatge i també estava força insatisfet amb la relació entre ell i Kira.
Philip Anglim fa la seva última aparició com a Vedek Bareil aquí. Torna a aparèixer com la versió de l'univers mirall de Bareil a l'episodi de la sisena temporada "Resurrection".
Louise Fletcher, que va interpretar Kai Winn, va estar greument malalta de grip durant el rodatge d'aquest episodi. Segons Ira Steven Behr, això significava que no podia interpretar les burles malicioses de Winn tan bé aquí com en altres episodis.

## Recepció
En una ressenya de l'episodi per a Tor.com el 2013, Keith DeCandido va donar a l'episodi una puntuació de cinc sobre deu; Va elogiar les actuacions de Siddig, Fletcher i Visitor i la dinàmica desenvolupada entre els seus personatges, però va trobar l'actuació d'Anglim com a Bareil "fàcil", i la trama secundària que involucrava a Jake i Nog "fora de lloc". Zack Handlen, revisant l'episodi per a The A.V. Club el 2012, va elogiar el compromís de l'episodi de prendre's seriosament la mort de Bareil i va apreciar el desenvolupament dels personatges que il·lustrava per a Winn i Bashir, però va trobar el contrast entre la trama principal i la trama secundària "desagradable" i "inútil", i va criticar la trama secundària en què es va animar a Jake a tolerar la misogínia de Nog.
El 2018, SyFy va recomanar aquest episodi per la seva guia de visionat abreujada del personatge Kira Nerys. El 2020, io9 va incloure aquest episodi com un dels "imprescindibles" de la sèrie.

## Llançaments
Aquest episodi es va publicar en VHS juntament amb "Heart of Stone".
Es va publicar en LaserDisc als Estats Units el 26 d'octubre de 1999, juntament amb "Heart of Stone". El disc feia 12 polzades amb les dues cares utilitzades, cosa que donava una durada de 92 minuts, en format NTSC.